# Bactrocera limbifera
Bactrocera limbifera är en tvåvingeart som först beskrevs av Mario Bezzi 1919.  Bactrocera limbifera ingår i släktet Bactrocera och familjen borrflugor. Inga underarter finns listade.